# Braco-polonês
Braco-polonês[Nota] (em polonês/polaco:  ogar polski) é uma raça de cães originária da Polônia. Fisicamente é considerado um cão de médio porte, robusto e compacto, de músculos e ossatura pesados, embora de membros proporcionais a seu corpo. Seu físico remete a um animal mais potente e resistente, que propriamente veloz. Usado como cão de caça, possui ainda um latido sonoro, cuja intensidade é mais alta nas fêmeas.
Segundo estudos, esta raça foi a primeira heroína escrita em livro, no ano de 1616, em publicação de Jan Ostrorog chamada Caçando com sabujos (em polonês/polaco:  Myslistwo z ogary). No livro, apesar constar uma completa descrição sobre sua utilidade, nada constava sobre sua aparência, já que eram animais extremamente populares. Todavia, esta raça sofreu o mesmo que muitas desenvolvidas na Europa: a quase extinção durante entre o século XIX e a Segunda Guerra Mundial. Renascido após esse período, o cão mudou de nome no original polonês, Gonczy Polski, embora tenha mantido o mesmo em inglês Polish Hound.